# Dödskyssen (film, 1916)
Dödskyssen är en svensk kriminalfilm från 1916 i regi av Victor Sjöström, som även spelar en dubbel huvudroll som överingenjör Weyler och ingenjör Lebel. Filmen, som berättartekniskt och inspelningstekniskt var mycket avancerad för sin tid, ansågs länge ha gått förlorad, tills fragment av den 2002 återfanns och den 2003 fick nypremiär i förkortad form.

## Handling
Dödskyssen berättas i form av en ramberättelse: Doktor Monro hittas död i sitt hem, och tre personer vittnar inför polisen om vad som har hänt. Dessa tre personer är Monros hushållerska, överingenjör Weyler och ingenjör Lebel. Handlingen nystas på så vis upp retrospektivt genom de olika vittnesmålen, ett avancerat berättargrepp för sin tid.

### Kronologi
Kronologiskt ser händelseförloppet ut som följer:
Överingenjör Weyler arbetar med att färdigställa några viktiga ritningar åt sin arbetsgivare, Förenade verkstäder. Tiden är knapp, men Weyler lider av dålig hälsa. Han behandlas av doktor Monro, men blir inte bättre. Till råga på allt lämnar hans fru honom och reser hem till sina föräldrar. En dag kommer ingenjören Lebel till Weyler för att visa en uppfinning. Lebel visar sig vara en dubbelgångare till Weyler, och Weyler lyckas övertala honom att ta hans plats vid ritbordet medan Weyler åker bort för att kurera sin sviktande hälsa.
Doktor Monro blir obehagligt överraskad över att se "Weyler" vid så god hälsa, och Lebel, som inte vill väcka misstankar, tar sin medicin, men blir strax häftigt sjuk. Doktor Monro är inte tillgänglig, utan en annan läkare, doktor Adell, undersöker i stället Lebel. Han blir misstänksam och uppdagar snart att medicinen i själva verket är gift. Lebel blir fort bättre utan medicinens menliga inverkan, och fortsätter arbeta med ritningarna. En gång kommer Weylers fru på besök, men Lebel finner sig fort i rollen, och frun märker inget.
Samma natt som ritningarna är klara bryter sig en mystisk man in hos Weyler. Lebel drogas med gas, och den gasmaskklädde mannen klättrar in genom fönstret och stjäl ritningarna. Natten därpå ligger Lebel och Adell i bakhåll med gasmasker, och mannen återkommer även denna natt. När han försöker bryta sig in i kassaskåpet rusar de fram, men mannen lyckas fly genom fönstret. Lebel följer efter, men mannen är spårlöst försvunnen. Däremot träffar han på doktor Monro, som märkligt nog är ute och går mitt i natten. Lebel och Monro hittar den mystiske mannens gasmask, och Lebel följer med Monro hem för att undersöka den. Han blir dock inlåst i ett rum hemma hos Monro, men räddas tillfälligtvis av Monros dotter. Nu upptäcker Lebel att Monro är lejd av Ferunbolaget, en konkurrent till Förenade verkstäder, och att det är han som är den mystiske mannen som stulit ritningarna. Han får också veta att Monro känner till att han inte är den verklige Weyler, och att han vill röja dubbelgångaren ur vägen. Lebel stannar emellertid över natt hos Monro för att inte väcka misstankar.
Morgonen därpå serveras Lebel varm choklad, som han dock av försiktighet undviker. Monros dotter kommer in i rummet och råkar välta Lebels chokladbricka, och får innehållet i sockerskålen över sig. Strax därpå kommer Monro in, lyfter upp dottern, omfamnar henne och kysser hennes hår, men faller genast ner död, förgiftad av det gift han lagt i sockret för att förgifta Lebel.

## Om filmen

### Manus
Dödskyssens inspelningsmanus är skrivet av pseudonymen A.V. Samsjö, som står för författaren Sam Ask och Victor Sjöström. Ask och Sjöström kom senare att samarbeta även med Berg-Ejvind och hans hustru (1918). I ursprungsmanuset kallades Dödskyssen dock för En annan människa. Ett manus med detta namn köptes enligt Svenska Biografteaterns journal in den 7 mars 1916 från en G. Sjöberg, vars identitet inte gått att fastställa; möjligen rör det sig om Birger Sjöbergs bror Gösta Sjöberg, som senare skrev manus till filmatiseringen av broderns Kvartetten som sprängdes. Ask och Sjöström har sedan bearbetat manuset, och det är förmodligen de som står för filmens originella berättargrepp. Det spekuleras även i huruvida fotografen Julius Jaenzon också han var delaktig i inspelningsmanuset.

### Inspelning
Inspelningen av Dödskyssen skedde vid Svenska Biografteaterns ateljé på Lidingö mellan den 25 april och 18 maj 1916. Tekniskt sett var det en mycket avancerad inspelning, mycket på grund av att Sjöström i vissa scener spelar mot sig själv. Bland annat används trickfilmning, dubbelkopieringar och spegelfotograferingar.

### Visningar och mottagande
Filmen premiärvisades den 28 augusti 1916 på biograf Metropol i Malmö, men hade stockholmspremiär först i januari 1917, endast två veckor före Sjöströms nästa film, Terje Vigen. Pressen var vid denna tidpunkt mer intresserad av den senare, och därför gavs inte mycket utrymme åt Dödskyssen. Den mottogs emellertid tämligen positivt, även om man inte riktigt tog den på allvar. Framför allt ägnade man utrymme åt Sjöströms dubbelroll och dess ovanliga komposition.
I Frankrike togs filmen dock emot bättre: Sjöström upptäcktes här med Dödskyssen, och inte med Terje Vigen. Den franske kritikern Louis Delluc beskrev 1918 filmen i mycket goda ordalag, och berömde inte minst Sjöströms skådespelarinsats. Filmen blev även i övrigt en stor exportframgång. Den såldes i 38 kopior till utlandet, förutom till Frankrike även till Brasilien, Chile, Danmark, Finland, Japan, Nederländerna, Norge, Ryssland, Spanien, Storbritannien, Tyskland, Ungern, USA och Österrike, samt till Balkanstaterna.

### Återfinnande
Dödskyssen ansågs länge vara förlorad för eftervärlden, men 2002 återfanns fragment av filmen vid La Cinémathèque Françaises arkiv i Frankrike, och den restaurerades av Svenska Filminstitutet. Där scener saknades lade man in stillbilder som återfanns i bildarkivet och textkort som förklarade handlingen, och Matti Bye skrev ny musik. Filmen fick nypremiär på Cinemateket den 1 oktober 2003. Av de ursprungliga 1 185 meter film återstår i dag blott 615.

## Rollista
- Victor Sjöström - Weyler, överingenjör / Lebel, ingenjör
- Albin Lavén - doktor Monro, Weylers husläkare
- Mathias Taube - doktor Adell
- Jenny Tschernichin-Larsson - Anna Harper, doktor Monros hushållerska
- Alfred Lundberg - verkstadschefen
- Bertil Junggren - doktor Monros betjänt
- Wanda Rothgardt - doktor Monros lilla dotter
- Emil Bergendorff - rannsakningsdomaren
- Thure Holm - poliskommissarie
- Julius Hälsig - polis